# Salvação

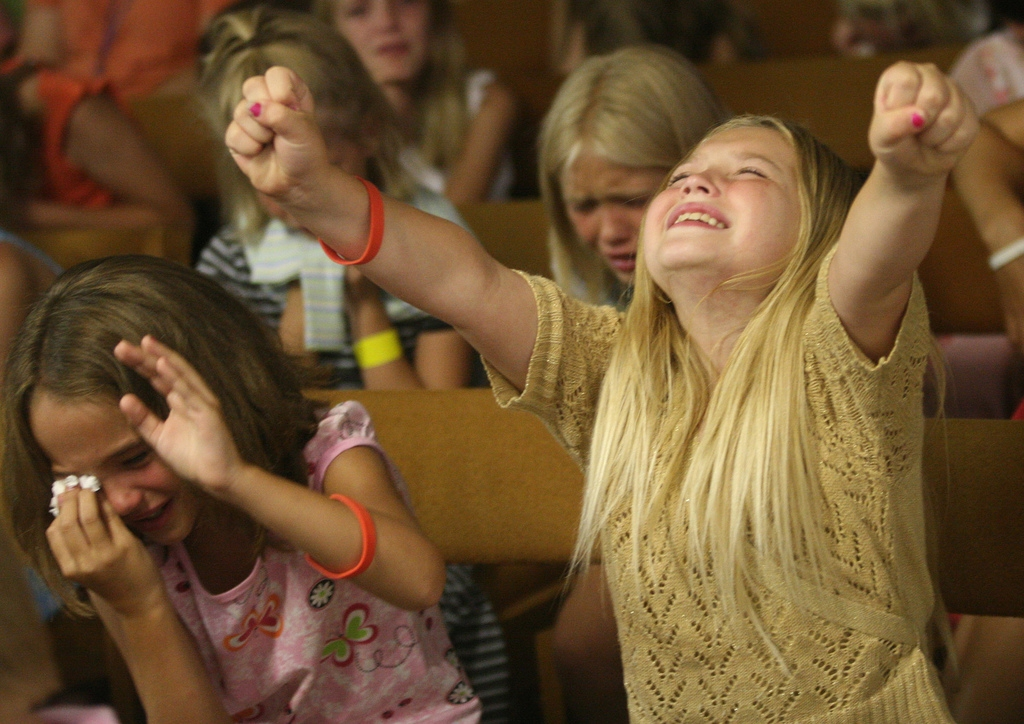
Adoração

A salvação é um termo que genericamente se refere à libertação de um estado ou condição indesejável.
O conceito de salvação eterna, salvação celestial ou salvação espiritual faz referência à salvação da alma, pela qual a alma se livraria de uma ameaça eterna (castigo eterno ou condenação eterna) que esperaria depois da morte. Na teologia, o estudo da salvação se chama soteriologia e é um conceito vitalmente importante em várias religiões. 
A palavra salvação, tem sua origem no grego soteria, transmitindo a ideia de cura, redenção, remédio e resgate; no latim salvare, que significa `salvar´, e também de `salus´, que significa ajuda ou saúde.

## Visões da salvação
As religiões orientais por serem mais estatistas e comunitárias colocam na sociedade a questão do arrependimento e do perdão, ao contrário por exemplo da Igreja primitiva.

### Cristianismo
A salvação é um dos conceitos espirituais mais importantes no cristianismo, junto com a divindade de Jesus Cristo e a definição do Reino de Deus.
Após a queda do gênero humano, através da desobediência a Deus, é o Próprio Deus quem salva os homens. Através da sua Graça (dom, favor não merecido).
Deus ama os homens desde toda eternidade, mesmo sabendo que iriam desobedecê-lo. Assim, já tinha o remédio para a humanidade, Ele entregaria seu Filho, Jesus, que daria a vida como resgate de muitos, para o perdão dos pecados e para a santificação do gênero humano.
A salvação vem por meio da fé em Jesus Cristo.

#### Catolicismo
O Catecismo da Igreja Católica ensina em seu parágrafo §614:
(Este sacrifício de Cristo é único. Ele realiza e supera todos os sacrifícios. Ele é primeiro um dom do próprio Deus Pai: é o Pai que entrega seu Filho para reconciliar-nos consigo. É ao mesmo tempo oferenda do Filho de Deus feito homem, o qual, livremente e por amor, oferece sua vida a seu Pai pelo Espírito Santo, para reparar nossa desobediência.)
Tudo começa em Deus, ele amou os homens primeiro. Tudo que os homens podem fazer de bom vem de Deus. Diz o parágrafo §2011 da Catecismo da Igreja Católica:
A caridade de Cristo em nós constitui a fonte de todos os nossos méritos diante de Deus. A graça, unindo-nos a Cristo com amor ativo, assegura a qualidade sobrenatural dos nossos atos e, por conseguinte, seu mérito (desses nossos atos) diante de Deus, como também diante dos homens. Os santos sempre tiveram viva consciência de que seus méritos eram pura graça.
Tradicionalmente, entre os cristãos, uma meta principal é obter a salvação. Outros sustentam que a meta principal do cristianismo é cumprir a vontade de Deus, aceitando seu reinado, ou que os conceitos são equivalentes. Em muitas tradições, obter a salvação é sinônimo de "ir para o Céu" depois da morte, enquanto que muitos também enfatizam que a salvação representa uma troca de vida enquanto se permanece na terra. Vários elementos da teologia cristã explicam por que a salvação é necessária e como se obter.
A ideia de salvação se baseia em que existe um estado de não salvação, do qual o indivíduo (ou a humanidade) necessita ser redimido. Para a maioria dos cristãos católicos e protestantes, este é o juízo de Deus sobre a humanidade devido a sua culpa no pecado original (devido ao Lapso ou a "Queda" de Adão) e a outros pecados atualmente cometidos por cada indivíduo, já que se reconhece pecados em todos. Segundo a soteriologia católica, a salvação, que é oferecida por Deus, realiza-se, após a morte, no Céu. Essa salvação, que conduzirá o homem à santidade, à suprema felicidade e à vida eterna, deve ser obtida através da fé em Jesus Cristo e da pertença à Igreja fundada e encabeçada por Ele. Assim é dada a Salvação.

#### Ortodoxia
As igrejas ortodoxas rejeitam o conceito agostiniano de pecado original, expressão que nem sequer existe na patrística grega, e veem a salvação como uma escala de melhoramento espiritual e purificação da natureza tanto humana como geral (acompanhada da fé em Cristo), que foi danificada na queda.

#### Protestantismo
Conforme a Bíblia, para os protestantes a Salvação vem pela fé em Cristo Jesus. Tendo Jesus sofrido na cruz do Calvário o castigo do pecado, pode agora dar a salvação ao pecador. É qual uma permuta: Jesus Cristo leva sobre si o pecado do ser humano e este pode obter o perdão que Cristo dá, ao se tornar o único e pessoal Salvador do pecador confesso e crente.
1. Pecado - O que é pecado? Pecado é a quebra da lei dada por Deus: "Todo aquele que comete pecado, comete também iniquidade; e o pecado é a iniquidade." (1 João 3:4 [4]). Além disso, para ser pecador, é necessário apenas ter cometido uma falha, independente de quão grande ou pequena essa possa parecer: "Todavia, se cumprirdes, conforme a Escritura, a lei real: Amarás a teu próximo como a ti mesmo, bem fazeis. Mas, se fazeis acepção de pessoas, cometeis pecado, e sois redarguidos pela lei como transgressores. Porque qualquer que guardar toda a lei, e tropeçar em um só ponto, tornou-se culpado de todos. Porque aquele que disse: Não cometerás adultério, também disse: Não matarás. Se tu pois não cometeres adultério, mas matares, estás feito transgressor da lei." (Tiago 2:8-11 [5]). Sendo assim, somos todos pecadores, conforme a própria Bíblia diz: "porque todos pecaram e necessitam da glória de Deus" (Romanos 3:23 [6]).
2. Consequência do Pecado - A consequência do pecado é a morte: "Porque o salário do pecado é a morte, mas o dom gratuito de Deus é a vida eterna, por Cristo Jesus nosso Senhor." (Romanos 6:23 [7]).
3. Morte - O que significa a morte? A Bíblia fala de duas mortes, a primeira é a morte física e a segunda é a morte espiritual, ou seja, a separação eterna de Deus, oposta à vida eterna com Deus. A morte física, é a morte pela qual todos passaremos, exceto se estivermos vivos e tivermos crido em Jesus quando ele retornar: "Eis aqui vos digo um mistério: Na verdade, nem todos dormiremos, mas todos seremos transformados; Num momento, num abrir e fechar de olhos, ante a última trombeta; porque a trombeta soará, e os mortos ressuscitarão incorruptíveis, e nós seremos transformados.(1 Coríntios 15:51,52 [8]). Já a morte espiritual se refere à eternidade, a uma separação eterna de Deus: "Bem-aventurado e santo aquele que tem parte na primeira ressurreição; sobre estes não tem poder a segunda morte; mas serão sacerdotes de Deus e de Cristo, e reinarão com ele mil anos." (Apocalipse 20:6 [9]); "E a morte e o inferno foram lançados no lago de fogo. Esta é a segunda morte." (Apocalipse 20:14 [10]).
4. Salvação - A salvação vem somente por meio da fé em Jesus Cristo: "Disse-lhe Jesus: Eu sou o caminho, e a verdade e a vida; ninguém vem ao Pai, senão por mim. (João 14:6 [11]). Crer em Jesus significa crer que a sua morte na cruz foi o pagamento do preço dos nossos pecados e que por causa da sua ressurreição iremos ressuscitar um dia e viver com Deus eternamente: "Levando ele mesmo em seu corpo os nossos pecados sobre o madeiro, para que, mortos para os pecados, pudéssemos viver para a justiça; e pelas suas feridas fostes sarados." (1 Pedro 2:24 [12]); "A saber: Se com a tua boca confessares ao Senhor Jesus, e em teu coração creres que Deus o ressuscitou dentre os mortos, serás salvo." (Romanos 10:9 [13]); "Porque Deus amou o mundo de tal maneira que deu o seu Filho unigênito, para que todo aquele que nele crê não pereça, mas tenha a vida eterna." (João 3:16 [14]).
5. Graça - A salvação vem pela graça. Ou seja, é um favor imerecido, não depende do que façamos. Nós devemos tão somente crer no trabalho que Deus já fez, na morte e ressurreição de Cristo na cruz e como consequência receberemos o que não merecíamos, a salvação: "Porque pela graça sois salvos, por meio da fé; e isto não vem de vós, é dom de Deus. Não vem das obras, para que ninguém se glorie" (Efésios 2:8-9 [15]).
6. Consequência da Salvação - A salvação traz como consequência a vida eterna com Deus: "Na verdade, na verdade vos digo que aquele que crê em mim tem a vida eterna." (João 6:47 [16]); "E o testemunho é este: que Deus nos deu a vida eterna; e esta vida está em seu Filho." (1 João 5:11 [17])
7. Vida Eterna - A vida eterna com Deus é descrita como um lugar onde não há choro, nem morte, nem dor, dentre muitas outras coisas maravilhosas: "E ouvi uma grande voz do céu, que dizia: Eis aqui o tabernáculo de Deus com os homens, pois com eles habitará, e eles serão o seu povo, e o mesmo Deus estará com eles, e será o seu Deus. E Deus limpará de seus olhos toda a lágrima; e não haverá mais morte, nem pranto, nem clamor, nem dor; porque já as primeiras coisas são passadas." (Apocalipse 21:3,4 [18]); "E a cidade não necessita de sol nem de lua, para que nela resplandeçam, porque a glória de Deus a tem iluminado, e o Cordeiro é a sua lâmpada. E as nações dos salvos andarão à sua luz; e os reis da terra trarão para ela a sua glória e honra. E as suas portas não se fecharão de dia, porque ali não haverá noite. E a ela trarão a glória e honra das nações. E não entrará nela coisa alguma que contamine, e cometa abominação e mentira; mas só os que estão inscritos no livro da vida do Cordeiro. (Apocalipse 21:23-27 [19]). "E morará o lobo com o cordeiro, e o leopardo com o cabrito se deitará, e o bezerro, e o filho de leão e o animal cevado andarão juntos, e um menino pequeno os guiará. A vaca e a ursa pastarão juntas, seus filhos se deitarão juntos, e o leão comerá palha como o boi. E brincará a criança de peito sobre a toca da áspide, e a desmamada colocará a sua mão na cova do basilisco. (Isaías 11:6-8 [20])

### Islamismo
Para os muçulmanos, o propósito da vida é viver de forma de agradar a Allah para poder ganhar o Paraíso. Se crê que na puberdade, uma conta de dívidas de cada pessoa se abre e isso será usado no Dia do Juízo para determinar seu destino eterno. O Corão  também sugere a doutrina da predestinação divina. Corão 4:49, 24:21, 57:22. O Corão ensina a necessidade de fé  e boas obras para a salvação.
A doutrina muçulmana da salvação é que os incrédulos (kuffar, literalmente ‘o que recusa a verdade’) e os pecadores estão condenados, mas o arrependimento genuíno dá como resultado o perdão de Allah e a entrada ao paraíso ao morrer.

### Hinduísmo
A salvação, para o hindu, é a libertação da alma do ciclo da morte e da reencarnação  e se obtêm ao alcançar o nível espiritual mais alto. É a meta final do hinduísmo, que considera o "céu" e o "inferno" ilusões temporárias. Este conceito se chama mokṣa (em  sanscrito, ‘libertação’) ou mukti.

### Budismo
As Quatro Nobres Verdades delineiam a essência da soteriologia budista. O sofrimento (dukkha) é tratado como uma enfermidade, da qual se pode curar pelo entendimento das causas e ao seguir o Nobre Caminho Óctuplo. O Nobre Caminho Óctuplo inclui moralidade e meditação. Os meios para alcançar a libertação e se desenvolvem com mais profundidade em outros ensinamentos budistas.